# ألعاب ممنوعة (فلم 1984)
ألعابٌ ممنوعة هو فيلمٌ مصريٌ أُنتج عام 1984.

## قصة الفيلم
يصل المحامي فتوح أبو الفتوح (شوقي شامخ)، إلى شركة راجو التجارية، حاملاً رسالة إلى المراجع جلال عبد العظيم محمود (سمير غانم)، بتسليمه تركه عمه الذي توفي في أستراليا، والتي تبلغ مليونا جنيه مصري، ويقوم بتسليمه مائة ألف جنيه دفعة أولى.
يفرح جلال بذلك فرحاً عارماً، لدرجة أنه لم يهتم بخبر إقالته من مدير الشركة عبد المهيمن (محمد رضا). 
يعود جلال إلى شقته، ويقابل زوجته مديحة (إسعاد يونس)، ويقومان فوراً بإنفاق المائة ألف جنيه، ويشتريان شقة فاخرة، ويكتب جلال على نفسه صكوك، وكمبيالات إلى أن تأتي ثروة عمه.
يكتشف جلال بعد إنفاقه للمال أنه ليس المقصود بالتركة، وإنما المقصود هو شخص آخر يشبهه في الاسم، وأن عليه دفع المبلغ الذي قام بإنفاقه. لكنه طبعاً لا يستطيع ذلك، فيقوم المصرف بالحجز على أثاث شقتهما. لدرجة أنه عندما جاء أحد اللصوص للشقة (صبري عبد المنعم)، لم يجد شيئاً ليسرقه، فأعطاهما بطاقته، ثم قرر أن يتوب عن السرقة.
يحاول جلال ومديحة القيام بعدة عمليات سرقة لتسديد ما عليهما من ديون، لكن فشلوا في يسرقوا أي شيء. يشاهدان جلال ومديحة عبد المهيمن، مدير شركة راجو، وهو يحاول الانتحار، وينقذانه.
يشرح عبد المهيمن لهما أنه حاول الانتحار بسبب زوج أخته الشربيني (حسين الشربيني) الذي اختلس مليون جنيه من أموال الشركة، دون أن يجد دليلاً عليه. يتفق عبد المهيمن مع جلال ومديحة على إعداد خطة للإيقاع بالشربيني، بمساعدة صديقهما اللص الذي حاول سرقة شقتهما من قبل.

## شخصيات الفيلم
- سمير غانم في دور جلال عبد العظيم.
- إسعاد يونس في دور مديحة، زوجة جلال.
- محمد رضا في دور عبد المهيمن، مدير الشركة.
- صبري عبد المنعم في دور اللص.
- حسين الشربيني في دور الشربيني أحمد، أخ زوجة عبد المهيمن.

## وصلات خارجية
- مقالات تستعمل روابط فنية بلا صلة مع ويكي بيانات
- ألعاب ممنوعة على الدهليز
- ألعاب ممنوعة على كاروهات

## مصدر
1. ↑  محمود قاسم، موسوعة الأفلام العربية، الجزء الأول، نسخة إلكترونية، لندن، الطبعة الأولى، ديسمبر، 2017، ص 116.